# 로비하치
로비하치(RobiHachi)는 스튜디오 코멧에서 제작한 12부작 일본의 애니메이션 TV 시리즈이다. 이 시리즈는 2019년 4월 8일부터 6월 24일까지 방영되었다. 스토리는 미래주의적이지만 도카이도주히자쿠리게의 이야기를 암시한다. 코믹하게 어리 석고 의도적으로 절름발이 히자쿠리게 로봇이 등장하여 "오래 잊혀진"1970 년대 로봇 애니메이션 초합체마술로보 깅가이저를 재창조했다.